# Skryje (hrad)
Hrad Skryje (nebo též Hrádek) se nacházel ve východní části obce Skryje v okrese Brno-venkov.
V písemných pramenech se skryjské sídlo prokazatelně neobjevuje. Jediným známým šlechticem, který se psal po Skryjích, byl v roce 1358 Beneš, který tak mohl vlastnit tento hrádek. Po roce 1368 již byla vesnice součástí většího zboží, takže sídlo ve Skryjích asi brzo zaniklo. Je však možné, že existovalo až do poloviny 15. století, neboť k roku 1437 je knihách půhonných a nálezových zmiňován „hrádek“, přičemž není zřejmé, zda se má jednat o samostatný objekt nebo hrad Košíkov.
Hrádek se nacházel na skalnaté ostrožně nad záhybem Bobrůvky. Od severního předpolí, kde stojí dodnes statek zvaný Na hrádku, možná nástupce staršího dvora, i od jižní opyše byl oddělen příkopem, z východní strany byl příkop vytvořen díky nasypání valu. Hradní jádro bez viditelných zbytků zdiva má tvar protáhlého oválu o rozměrem 38 × 15 m, ve 20. století na něm byla postavena kaple svatého Cyrila a Metoděje. Na protějším břehu Bobrůvky se nacházel hrad Rysov.